# Gouvernement du Liban
Le Gouvernement du Liban est l'organe responsable du pouvoir exécutif (gouvernement) du Liban, en application de la Constitution de 1926, amendée par l'accord de Taëf de 1989. Il est dirigé par le président du Conseil des ministres du Liban. Par tradition héritée du Pacte national libanais, les gouvernements libanais comptent autant de ministres chrétiens que de ministres musulmans.

## Composition

### Président du Conseil des ministres
En vertu de l'article 64 de la Constitution, le président du Conseil des ministres est le chef du gouvernement. Il procède à sa formation, établit son ordre du jour, parle en son nom et est responsable de la politique qu'il mène. Il assure également la coordination entre les ministres et informe le Président des sujets urgents discutés en Conseil des ministres.

### Conseil des Ministres
Le Conseil des ministres établit la politique de l'État dans tous les domaines, élabore les projets de loi et les décrets et prend les décisions nécessaires pour leur mise en application. II veille à l'exécution des lois et réglements et supervise les activités de tous les organismes de l'État.

## Formation
Après son élection par la chambre des députés, le Président nomme un président du Conseil des ministres. Celui-ci mène les consultations parlementaires nécessaires puis contresigne avec le Président le décret de formation du gouvernement. Il dispose ensuite de 30 jours pour obtenir la confiance de la chambre des députés.

## Liste des gouvernements
| Nom du gouvernement           | Dates du mandat                     | Chef du gouvernement | Président de la République | Nombre de membres |
| ----------------------------- | ----------------------------------- | -------------------- | -------------------------- | ----------------- |
| Gouvernement Nawaf Salam      | 8 février 2025 - aujourd'hui        | Nawaf Salam          | Joseph Aoun                | 24                |
| Gouvernement Najib Mikati (3) | 10 septembre 2021 - 8 février 2025  | Nagib Mikati         | Michel Aoun                | 24                |
| Gouvernement Hassan Diab      | 21 janvier 2020 - 10 septembre 2021 | Hassan Diab          | Michel Aoun                | 20                |